# Lorenzo Petrarca
Lorenzo Petrarca (Sant'Omero, 24 luglio 1997) è un pilota motociclistico italiano.

## Carriera
Nel 2011 giunge terzo nella categoria 50 del campionato europeo minimoto. Passa poi a correre nella categoria Moto3 del campionato Italiano Velocità dove giunge 13º nel 2013 e 10º nel 2014, anno in cui debutta nella classe Moto3 del motomondiale, correndo come wild card nel Gran Premio di San Marino a bordo di una KTM RC 250 GP. Nel 2015 finisce 11º nella categoria Moto3 del campionato Spagnolo Velocità.
Nel 2016 corre nella classe Moto3 del motomondiale sulla Mahindra MGP3O del 3570 Team Italia; il compagno di squadra è Stefano Valtulini. Chiude la stagione al trentaseiesimo posto con due punti all'attivo, totalizzati con il quattordicesimo posto in Malesia.
Nel 2018 corre nel campionato Italiano Velocità, classe Supersport, con una Kawasaki, senza ottenere punti. Nel 2019 rimane nello stesso campionato passando però a motociclette Yamaha con cui conquista dieci punti e chiude ventunesimo in classifica piloti.
Nel 2022, poi, partecipa come concorrente al quiz televisivo di Rai 1 L'eredità, vincendo la somma di 210.000 euro.

## Risultati in gara nel motomondiale
| 2014 | Classe | Moto |  |  |  |  |  |  |  |  |  |  |  |  |    |  |  |  |  |  | Punti | Pos. |
| ---- | ------ | ---- |  |  |  |  |  |  |  |  |  |  |  |  | -- |  |  |  |  |  | ----- | ---- |
| 2014 | Moto3  | KTM  |  |  |  |  |  |  |  |  |  |  |  |  | 25 |  |  |  |  |  | 0     |      |

| 2016 | Classe | Moto     |    |    |    |     |    |    |    |    |     |    |    |    |    |    |    |    |    |    | Punti | Pos. |
| ---- | ------ | -------- | -- | -- | -- | --- | -- | -- | -- | -- | --- | -- | -- | -- | -- | -- | -- | -- | -- | -- | ----- | ---- |
| 2016 | Moto3  | Mahindra | 31 | 31 | 24 | Rit | 24 | 25 | 22 | 20 | Rit | 30 | 24 | 28 | 24 | 29 | 21 | 17 | 14 | 28 | 2     | 36º  |

| Legenda | 1º posto        | 2º posto            | 3º posto            | A punti      | Senza punti        | Grassetto – Pole position Corsivo – Giro più veloce |
| Legenda | Gara non valida | Non qual./Non part. | Ritirato/Non class. | Squalificato | '-' Dato non disp. | Grassetto – Pole position Corsivo – Giro più veloce |